# Städelsches Kunstinstitut
Lo Städelsches Kunstinstitut und Städtische Galerie (trad. lett. "Istituto d'Arte Städel e Galleria civica") è una galleria di pittura antica, arte moderna ed arte contemporanea, e si trova in Schaumainkai 63 a Francoforte sul Meno in Germania.

## Storia
Fu fondata per volontà del mercante e banchiere di Francoforte Johann Friedrich Städel, che col suo testamento del 1815, un anno prima della sua morte, nominò erede la città di tutta la sua famosa collezione d'arte e delle sue ricchezze, con la clausola di costituire un Museo d'arte ed un Istituto d'arte annesso, ed eventualmente vendere delle opere per comprarne altre di migliore qualità. Il museo, costituito in fondazione di diritto privato, aprì di fatto nel 1817 (fu uno dei primissimi musei pubblici in Germania), nella dimora dello stesso fondatore. Solo successivamente, in seguito alla costante crescita delle collezioni, fu costruita una nuova sede apposita nella seconda metà dell'800 (l'ultimo ampliamento risale al 2009-2010).
La accorta politica dei suoi direttori (spesso storici dell'arte), i più importanti dei quali furono Johann David Passavant, Henri Thode, Georg Swarzenski, e il costante sostegno della ricca borghesia illuminata di Francoforte e degli istituti bancari, ne ha permesso un continuo arricchimento delle collezioni, costituite da dipinti e disegni dal Medioevo all'età contemporanea. Una terribile perdita fu tuttavia la vendita, per volontà del regime nazista, di decine di opere d'arte degenerata, avvenuta nel 1937, che portò alla perdita di capolavori come il Ritratto del dottor Gachet di Van Gogh (oggi in collezione privata), già comprato per volontà dell'illuminato direttore Swarzenski solo pochi anni prima.
Il museo espone opere di: Francis Bacon, Max Beckmann, Sandro Botticelli, Georges Braque, Agnolo Bronzino, Carlo Carrà, Edgar Degas, Henri Matisse, Claude Monet, Giorgio Morandi, Pablo Picasso, Camille Pissarro, Pierre-Auguste Renoir, Gino Severini, Alfred Sisley, Tiepolo, Tintoretto, Vincent van Gogh, Rembrandt, Jan Vermeer, Hans Baldung.

## Le opere maggiori
Maestro del Giardino del Paradiso di Francoforte
- Madonna e santi nel giardino del Paradiso, 1410 circa

Beato Angelico
- Madonna col Bambino e dodici angeli, 1430 circa

Hieronymus Bosch
- Ecce Homo, 1476 circa

Robert Campin
- Pannelli di Flémalle, tra cui Trinità, 1430-1432

Sandro Botticelli
- Ritratto di giovane donna, 1480-1485

Carlo Crivelli
- Annunciazione, 1482

Edgar Degas
- Gli orchestrali, 1874-1876

Albrecht Dürer
- Fürlegerin con i capelli sciolti, 1497
- Giobbe e la moglie, 1503-1504 circa
- (scuola di) Scomparti dell'Altare Heller, 1507-1508

Matthias Grünewald
- Scomparti a monocromo dell'Altare Heller, 1510

Jan van Eyck
- Madonna di Lucca, 1433-1436

Andrea Mantegna
- San Marco, 1448

Raffaello Sanzio
- Ritratto di Giulio II, 1511-1512

Moretto
- Madonna col Bambino e quattro Dottori della Chiesa, 1540-1545

Parmigianino
- Santa con due angeli, 1523-1524 circa

Perugino
- Madonna col Bambino e san Giovannino, 1497

Tiziano
- Ritratto di giovane dal berretto rosso, 1516 circa

Rogier van der Weyden
- Madonna Medici, 1460-1464 circa

Jan Vermeer
- Geografo, 1668 circa